# Katarzyna Volpicelli
Św. Caterina Volpicelli (ur. 21 stycznia 1839 r. w Neapolu we Włoszech – zm. 28 grudnia 1894 r. tamże) – święta Kościoła katolickiego, założycielka Służebnic Najświętszego Serca.

## Życiorys
Urodziła się w średniozamożnej rodzinie w Neapolu. Otrzymała solidne wykształcenie humanistyczne i religijne. Uczyła się literatury, języków obcych i muzyki. Pod wpływem bł. Ludwika z Casorii została tercjarką franciszkańską. 28 maja 1859 r. wstąpiła do Nieustających Adoratorek Najświętszego Sakramentu, ale wkrótce ze względów zdrowotnych opuściła zakon. 1 lipca 1874 r. założyła Zgromadzenie Służebnic Najświętszego Serca, które został zaaprobowane przez papieża Leona XIII 13 czerwca 1890 r.
Jej wspomnienie obchodzone jest 28 grudnia.

## Proces beatyfikacyjny i kanonizacyjny
Beatyfikowana 29 kwietnia 2001 r. przez Jana Pawła II, a
kanonizowana została 26 kwietnia 2009 r. przez Benedykta XVI.